# Quekettia
Quekettia – rodzaj roślin z rodziny storczykowatych (Orchidaceae). Obejmuje 7 gatunków występujących w Ameryce Południowej w takich krajach jak: Boliwia, Brazylia, Kolumbia, Ekwador, Gujana Francuska, Gujana, Peru, Surinam, Trynidad i Tobago, Wenezuela.

## Systematyka
Rodzaj sklasyfikowany do podplemienia Oncidiinae w plemieniu Cymbidieae, podrodzina epidendronowe (Epidendroideae), rodzina storczykowate (Orchidaceae), rząd szparagowce (Asparagales) w obrębie roślin jednoliściennych.
Wykaz gatunków
- Quekettia aureliae Kolan. & Szlach.
- Quekettia microscopica Lindl.
- Quekettia papillosa Garay
- Quekettia peruviana (D.E.Benn. & Christenson) J.M.H.Shaw
- Quekettia pygmaea (Cogn.) Garay & R.E.Schult.
- Quekettia senghasiana Kolan. & Szlach.
- Quekettia vermeuleniana Determann